# The Little Shoes
The Little Shoes è un film muto del 1917 diretto da Arthur Berthelet, prodotto dalla Essanay di Chicago.

## Produzione
Il film fu prodotto dalla Essanay Film Manufacturing Company.

## Distribuzione
Distribuito dalla K-E-S-E Service, il film uscì nelle sale cinematografiche statunitensi il 15 gennaio 1917.